# Överkamning

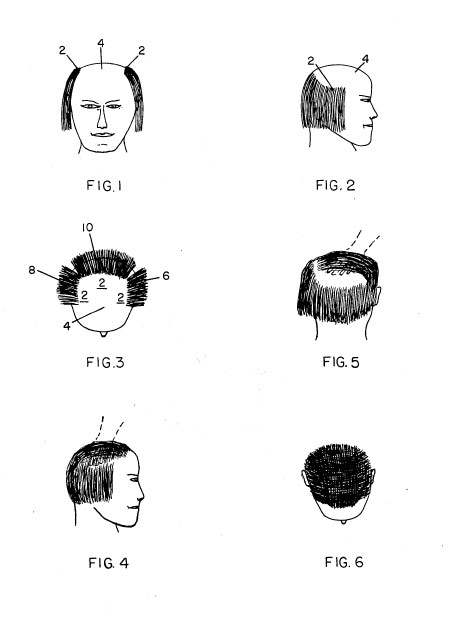
Överkamning som det togs patent på 1977

Överkamning eller hämtehår är en frisyr som främst bärs av män. Frisyren utmärker sig på så vis att längre hår har sparats ut i nacken eller på sidorna av huvudet och sedan kammats upp på huvudet för att dölja en flint vid manligt håravfall. Detta görs vanligen för att minimera exponerandet av flinten och för att ge intrycket av att ha mer hår än vad som verkligen existerar.
Frisyren kallas ibland skämtsamt för Robin Hood-frisyr, då man "tar från de rika och ger till de fattiga".
En känd överkamning bärs av USA:s president, Donald Trump.

## Exempel på överkamningar

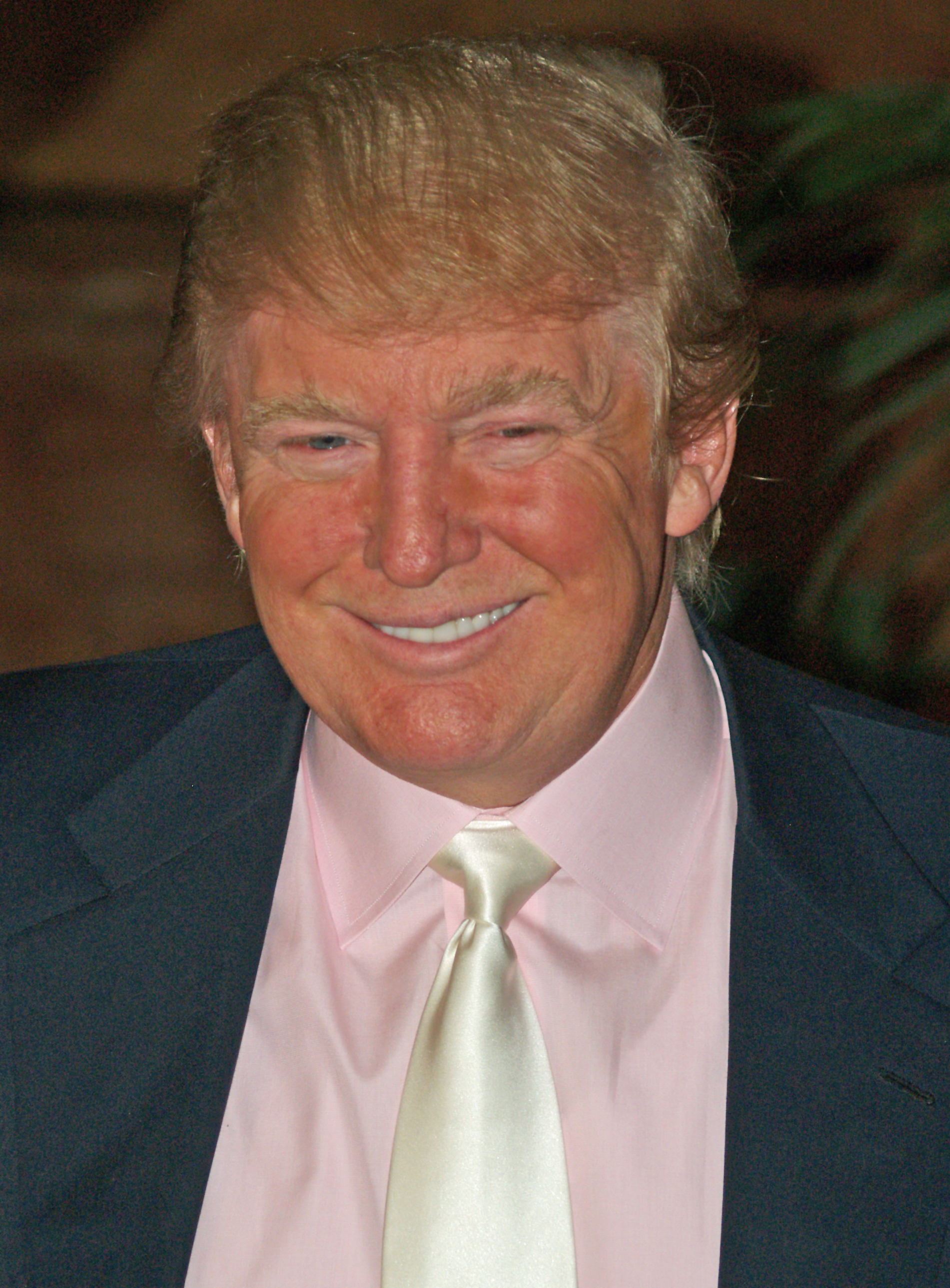
Donald Trump i en överkamning.
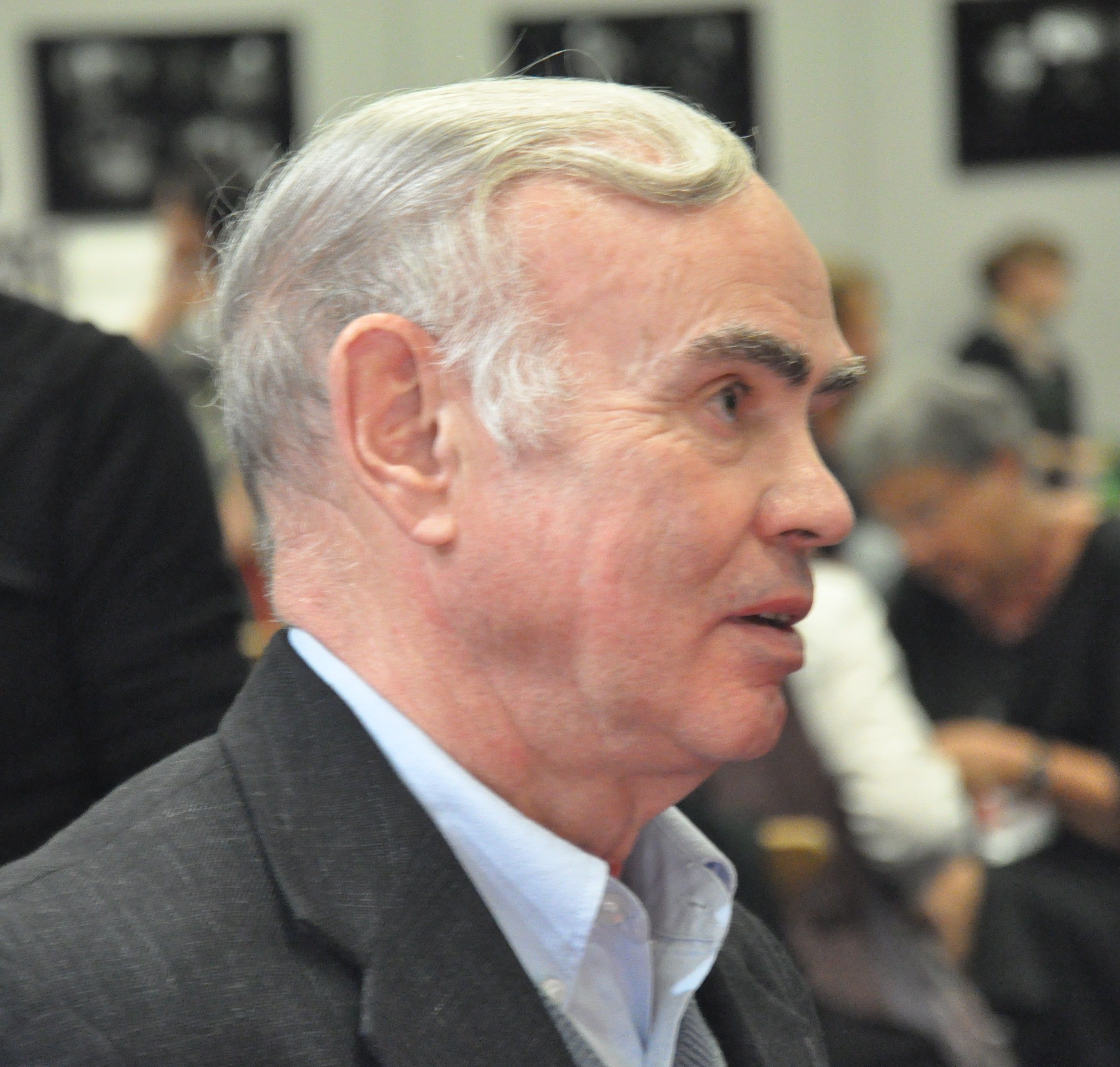
Arne Ruth
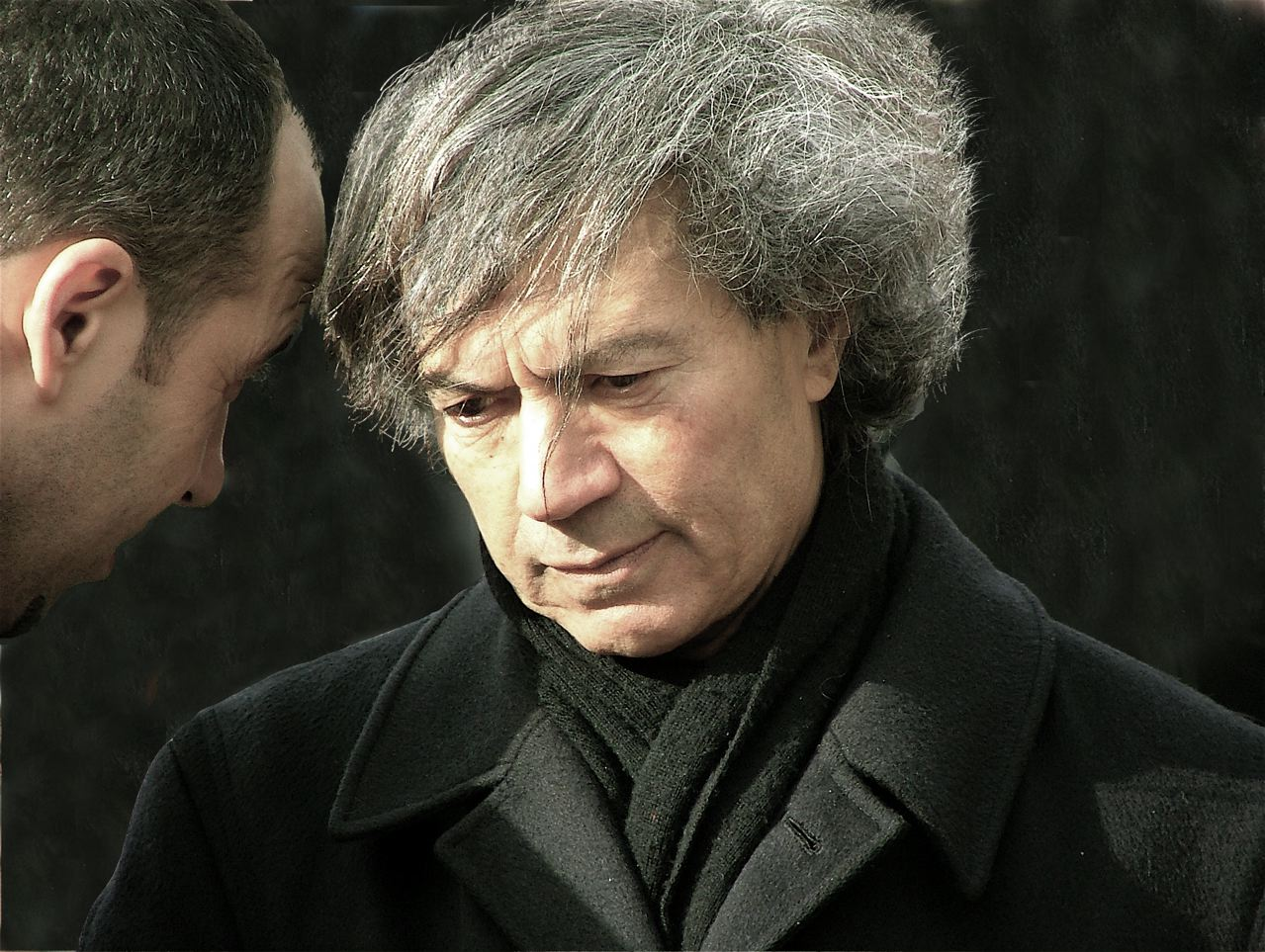